# Neoempheria amurensis
Neoempheria amurensis är en tvåvingeart som beskrevs av Zaitzev 1994. Neoempheria amurensis ingår i släktet Neoempheria och familjen svampmyggor. Inga underarter finns listade i Catalogue of Life.